# 聖瑪莉鎮區 (伊利諾伊州傑斯帕縣)
聖瑪莉鎮區（英語：Sainte Marie Township）是位於美國伊利諾伊州傑斯帕縣的一個行政鎮區。

## 地方資料
根據2010年美國人口普查的數據，聖瑪莉鎮區的面積為111.50平方千米，當中陸地面積為111.20平方千米，而水域面積為0.30平方千米。當地共有人口551人，而人口密度為每平方千米4.94人。